# Новошумна сільська адміністрація
Новошу́мна сільська адміністрація (каз. Новошумный ауылдық әкімдігі, рос. Новошумная сельская администрация) — адміністративна одиниця у складі Федоровського району Костанайської області Казахстану. Адміністративний центр та єдиний населений пункт — село Новошумне.
Населення — 959 осіб (2021; 1239 у 2009, 1799 у 1999, 2168 у 1989).
Станом на 1989 рік існувала Новошумна сільська рада (села Новошумне, Підгорне, Старошумне, Тогузак). Село Підгорне було ліквідоване 2005 року, село Тогузак — 2013 року, село Старошумне — 2015 року.

## Склад
До складу адміністрації входять такі населені пункти:
| Населений пункт  | Старі назви | Населення, осіб (1989) | Населення, осіб (1999) | Населення, осіб (2009) | Населення, осіб (2021) |
| ---------------- | ----------- | ---------------------- | ---------------------- | ---------------------- | ---------------------- |
| Новошумне, село  | -           | 1482                   | 1342                   | 1086                   | 959                    |
| Підгорне, село   | -           | 115                    | 83                     | -                      | -                      |
| Старошумне, село | -           | 261                    | 226                    | 102                    | -                      |
| Тогузак, село    | -           | 310                    | 231                    | 51                     | -                      |